# 1947 Iso-Heikkilä
1947 Iso-Heikkilä è un asteroide della fascia principale del diametro medio di circa 29,44 km. Scoperto nel 1935, presenta un'orbita caratterizzata da un semiasse maggiore pari a 3,1594600 au e da un'eccentricità di 0,0402662, inclinata di 11,88987° rispetto all'eclittica.
L'asteroide è dedicato all'omonima fattoria su cui terreni venne costruito l'osservatorio di Iso-Heikkilä.